# Jesper Lange
Jesper Steiness Lange, född 11 januari 1986 i Odense, är en dansk fotbollsspelare som senast spelat för Middelfart G&BK. Han har tidigare spelat för bland annat Esbjerg fB och AGF Aarhus och Ringkøbing IF. År 2020 inställde han karriären.

## Karriär
Langes moderklubb är Tarup Paarup IF. Som junior spelade han även för B 1913.
Mellan 2004 och 2006 spelade han för Odense BK. I juni 2006 gick Lange till Esbjerg fB och han spelade 184 ligamatcher för klubben.[källa behövs] I april 2013 värvades Lange av AGF Aarhus, där han skrev på ett kontrakt fram till sommaren 2016.
I augusti 2016 värvades Lange av Helsingborgs IF, där han skrev på ett 1,5-årskontrakt. Ett halvår innan kontraktet gick ut drabbades han av en korsbandsskada och klubben valde att avvakta med kontraktsförlängningen.
Den 1 augusti 2018 värvades Lange av 2. division-klubben Ringkøbing IF, där han skrev på ett tvåårskontrakt som spelande assisterande tränare.

## Klubbstatistik
| SÄSONG    | KLUBB           | MATCHER | START     | INHOPP   | MÅL | ASSIST |
| --------- | --------------- | ------- | --------- | -------- | --- | ------ |
| 2004/2005 | Odense BK       | 2       | 0         | 2        | 0   | 0      |
| 2005/2006 | Odense BK       | 1       | 0         | 1        | 0   | 0      |
| 2006/2007 | Esbjerg fB      | 8       | 3         | 5        | 1   | 0      |
| 2007/2008 | Esbjerg fB      | 30      | 17        | 13       | 6   | 2      |
| 2008/2009 | Esbjerg fB      | 31      | 22        | 9        | 5   | 5      |
| 2009/2010 | Esbjerg fB      | 31      | 18        | 13       | 5   | 6      |
| 2010/2011 | Esbjerg fB      | 29      | 15        | 14       | 9   | 1      |
| 2011/2012 | Esbjerg fB      | 25      | 25        | 0        | 12  | 3      |
| 2012/2013 | Esbjerg fB      | 30      | 21        | 9        | 4   | 3      |
| 2013/2014 | AGF Århus       | 30      | 18        | 12       | 4   | 4      |
| 2014/2015 | AGF Århus       | 21      | 7         | 14       | 2   | 2      |
| 2015/2016 | AGF Århus       | 21      | 8         | 13       | 2   | 0      |
| 2016/     | Helsingborgs IF | 31      | 17 (2017) | 3 (2017) | 8   | –      |